# Бритоли
Бритоли (итал. Brittoli) је насеље у Италији у округу Пескара, региону Абруцо.
Према процени из 2011. у насељу је живело 109 становника. Насеље се налази на надморској висини од 756 м.

## Становништво
| 1931. | 1936. | 1951. | 1961. | 1971. | 1981. | 1991. | 2001. | 2011. |
| ----- | ----- | ----- | ----- | ----- | ----- | ----- | ----- | ----- |
| 1.339 | 1.345 | 1.325 | 949   | 644   | 530   | 470   | 415   | 335   |